# هانسارد
هانسارد (انگلیسی: Hansard) شرکت خدمات مالی بریتانیایی است، که در سال ۱۹۷۰ تأسیس شد.